# Ray Walker
Ray Walker est un acteur américain, né le 10 août 1904 à Newark, New Jersey, et mort le 6 octobre 1980 à Los Angeles.

## Filmographie partielle
- 1935 : Music Is Magic de George Marshall
- 1936 : The Dark Hour de Charles Lamont
- 1937 : Angel's Holiday de James Tinling
- 1937 : Outlaws of the Orient de Ernest B. Schoedsack
- 1937 : One Mile from Heaven d'Allan Dwan
- 1941 : Marry the Boss's Daughter de Thornton Freeland
- 1942 : Ton cœur est mon cœur (My Heart Belongs to Daddy) de Robert Siodmak : Eddie Summers, le leader de la bande
- 1942 : Les Chevaliers du ciel (Captains of the Clouds) de Michael Curtiz : Mason
- 1943 : The Unknown Guest de Kurt Neumann
- 1943 : La Petite Exilée (Princess O'Rourke) de Norman Krasna : G-Man
- 1943 : Dixie Dugan de Otto Brower
- 1946 : Alibi suspect (Dark Alibi) de Phil Karlson
- 1947 : Le crime était presque parfait (The Unsuspected) de Michael Curtiz : L'assistant de Donovan
- 1948 : Bandits de grands chemins (Black Bart) de George Sherman : MacFarland
- 1948 : Deux Sacrées Canailles (The Sainted Sisters) de William D. Russell : Abel Rivercomb
- 1949 : Le Prix du silence (The Great Gatsby) de Elliott Nugent : Agent immobilier
- 1949 : Toute la rue chante (Oh, You Beautiful Doll) de John M. Stahl : Le préposé au Box Office
- 1949 : Chinatown at Midnight de Seymour Friedman : Sam Costa
- 1951 : Superman et les Nains de l'enfer (Superman and the Mole Men) de Lee Sholem : John Craig
- 1953 : La Femme au gardénia (The Blue Gardenia) de Fritz Lang : Homer
- 1954 : Pride of the Blue Grass de William Beaudine
- 1956 : Everything But the Truth de Jerry Hopper
- 1957 : Le Shérif de fer (The Iron Sheriff) de Sidney Salkow